# 多数逻辑解码
多数逻辑解码是基于最大出现概率的符号就是所传输消息这样一种假设对重复码进行解码的方法。它根据接收到的特定码字集中的符号概率作判断。

## 理论
如果有一个分别由{\displaystyle 0,1}组成的二进制字母表，我们用{\displaystyle (n,1)}重复码将输入数据位映射成一组{\displaystyle n}个重复数据位的码字串，通常我们选择奇数{\displaystyle n=2t+1}倍。
这样，重复码可以更正高达{\displaystyle [n/2]}个错误。如果超出这些错误，那么解码就会出错。所以重复码的错误概率用下式表示
{\displaystyle P_{e}=\sum _{t={\frac {n+1}{2}}}^{n}{\begin{bmatrix}n\\t\\\end{bmatrix}}P_{e}^{(t)}(1-P_{e})^{(n-t)}}

## 算法

### 假设
有{\displaystyle (n,1)}码字，其中{\displaystyle n=2t+1}是奇数。
- 计算重复码的汉明重量{\displaystyle d_{H}}，即1的个数。
- 如果{\displaystyle d_{H}\leq t}，那么将码字全部解成0
- 如果{\displaystyle d_{H}\geq t+1}，那么将码字全部解成1

## 例如
假设有一个{\displaystyle (n,1)}码并且R=[1 0 1 1 0]，那么
you would decode it as, 
- {\displaystyle n=5,t=2}, {\displaystyle d_{H}=3}，因此R'=[1 1 1 1 1]
- 这样所传输的消息位就是1。